# Municipio de Peterson (Dakota del Norte)
El municipio de Peterson (en inglés: Peterson Township) es un municipio ubicado en el condado de Stutsman en el estado estadounidense de Dakota del Norte. En el año 2010 tenía una población de 34 habitantes y una densidad poblacional de 0,36 personas por km².

## Geografía
El municipio de Peterson se encuentra ubicado en las coordenadas 46°56′25″N 99°22′24″O / 46.94028, -99.37333. Según la Oficina del Censo de los Estados Unidos, el municipio tiene una superficie total de 93.88 km², de la cual 89,38 km² corresponden a tierra firme y (4,79 %) 4,5 km² es agua.

## Demografía
Según el censo de 2010, había 34 personas residiendo en el municipio de Peterson. La densidad de población era de 0,36 hab./km². De los 34 habitantes, el municipio de Peterson estaba compuesto por el 100 % blancos. Del total de la población el 0 % eran hispanos o latinos de cualquier raza.